# Favole e riflessi
Favole e riflessi (The Sandman: Fables and Reflections) è un volume antologico che raccoglie un ciclo di storie pubblicate originariamente nella serie a fumetti Sandman pubblicata nel 1993 negli Stati Uniti d'America dalla DC Comics, scritta da Neil Gaiman e illustrata da vari disegnatori negli anni novanta. Fa parte di una serie di volumi del quale rappresenta il sesto numero.

## Storia editoriale
Il volume contiene i numeri dal 29 al 31, dal 38 al 40, il 50 della serie regolare oltre all'albo fuoriserie Sandman Special n. 1 e alla storia presente in Vertigo Preview n. 1, usciti fra il 1991 e il 1993: si tratta di una serie di storie brevi ambientate nel mondo di Sandman. Le storie sono state tutte scritte da Neil Gaiman e disegnate da uno staff di disegnatori che comprendeva Bryan Talbot, Stan Woch, P. Craig Russell, Shawn McManus, John Watkiss, Jill Thompson, Duncan Eagleson, Kent Williams, Mark Buckingham, Vince Locke e Dick Giordano; la colorazioni vennero invece realizzate da Danny Vozzo e Lovern Kindzierski della Digital Chameleon, e il lettering da Todd Klein. Il volume presenta un'introduzione di Gene Wolfe e venne pubblicato nel 1993 in due diverse edizioni, con copertina flessibile e con copertina rigida.
Come la terza raccolta (Dream Country), e l'ottava (World's End), il volume è una raccolta di storie auto-conclusive. La maggior parte di esse non contribuiscono direttamente alla storia principale della serie a livello testuale, piuttosto ne commentano i temi e forniscono i sottotesti. L'unica eccezione è la storia "Orfeo", originariamente stampata come l'auto-conclusivo Sandman Special, che è fondamentale per la storia principale della serie.
Il fumetto contiene quattro storie sotto il titolo di "Distant Mirrors" (dall'inglese, Specchi Distanti), che narrano di imperatori e la natura del potere. Questi numeri sono tutti intitolati come mesi dell'anno ("Thermidor", "August", "Three Septembers and a January" e "Ramadan"). Tre di questi numeri fanno parte di "Distant Mirrors" che fu pubblicato tra le storie di Season of Mists e A Game of You. L'ultimo, "Ramadan", fu scritto contemporaneamente, ma a causa del ritardo delle illustrazioni la DC lo pubblicò nel n. 50, dopo la storia "Brief Lives".
Altre tre storie comparvero nel volume, pubblicate come la storia "Convergence", e anche queste erano storie auto-conclusive in cui Morpheus comparve poco. Ognuna di queste storie raccontò nei dettagli gli incontri dei vari personaggi con gli altri, e ognuna fu strutturata come una storia dentro una storia. "Convergence" comparve tra le storie "A Game of You" e "Brief Lives".Dato che il volume è partecipe di così tanti elementi, alcuni credettero nella mancanza di tematiche o consistenza artistica che è presente anche nelle altre raccolte di storie brevi. Forse nello sforzo di rendere queste differenze meno apparenti, la DC mischiò i numeri nel volume invece di presentarli cronologicamente con "Distant Mirrors" sul davanti e "Convergence" sul retro. Alcuni lettori poterono scegliere di leggere questo volume da copertina a copertina dopo "A Game of You", mentre altri lessero le storie individuali nel loro posto come pubblicate originariamente.
Data la natura di raccolta di storie brevi, il volume è probabilmente il volume meno essenziale della serie in termini di trama di superficie di The Sandman (con l'eccezione di "Orfeo"), ma forse il più accessibile in quanto i lettori potevano addentrarsi e uscire dalle storie senza nel frattempo necessitare di una conoscenza accurata dei personaggi e delle storie precedenti. Questo fece sì che alcune delle storie di il volume fornissero la chiave al sottotesto che era inestimabile per il lettore più attento nel tentativo di comprendere le motivazioni di Morpheus nel resto della serie.

## Elenco delle storie e trame
Tutte le storie sono state scritte da Neil Gaiman.
- Paura di volare (Fear of Falling): tratta da Vertigo Preview n. 1, è un breve racconto su un autore in crisi che grazie al Sandman riesce a superare il blocco.[7]
- Tre settembre e un gennaio (Three Septembers and a January): incentrato sul personaggio realmente esistito di Joshua Abraham Norton, un autoproclamato "imperatore degli Stati Uniti d’America". La storia si intreccia con una sfida tra Morfeo e sua sorella Disperazione.[7]
- Termidoro (Thermidor): è ambientato durante la Rivoluzione francese e incentrata sul personaggio di Lady Johanna Constantine che cerca di recuperare la testa di Orfeo in mano ai rivoluzionari.[7]
- Caccia (The Hunt): un vecchio racconta alla nipote di un giovane scopre di appartenere a una razza di uomini dotati di poteri e dalla vita lunghissima. Alla fine ci si rende conto che il protagonista del racconto non è altro che il vecchio.[7]
- Augusto (August): l'imperatore Augusto si finge per un giorno mendicante per poter riflettere senza essere osservato dagli dei.[7]
- Terre soffici (Soft Places): Marco Polo durante l'attraversata del deserto del Gobi rimane isolato dalla sua carovana e incontra Rustichello da Pisa. Poi si scopre che i due sono in realtà prigionieri in una terra indefinita e grazie a Sogno riesce a liberarsi e a ritrovare la carovana.[7]
- Orfeo (The Song of Orpheus): Morfeo partecipa alle nozze di Orfeo ed Euridice; Euridice muore per il morso di un serpente e Orfeo implora Death di lasciarlo entrare nell'Ade per ritrovare l'anima dell'amata.[7]
- Parlamento dei corvi (The Parliament of Rooks) Daniel Hall fa un viaggio nel sogno fino alla casa di Caino e Abele e con Matthew, il corvo, e a Eva, si raccontano delle storie.[7]
- Ramadan: Hārūn al-Rashīd, un califfo illuminato regna su Bagdad e la sua corte è frequentata da grandi saggi e pensatori. Per evitare la decadenza del suo regno invoca Sandman proponendogli di portare la sua città nel regno dei sogni per renderla eterna; Sogno accetta e al suo posto della città resta una versione che ricorda quella reale contemporanea.[7]

| Numero          | Titolo                                             | Illustratore    | Inchiostratore  | Colorista                              | Letterista | Ast Editor     | Editore      |
| --------------- | -------------------------------------------------- | --------------- | --------------- | -------------------------------------- | ---------- | -------------- | ------------ |
| Vertigo Preview | "Fear of Falling"                                  | Kent Williams   | Kent Williams   | Sherilyn van Valkenburgh               | Todd Klein | n/a            | Karen Berger |
| 31              | "Distant Mirrors - Three Septembers and a January" | Shawn McManus   | Shawn McManus   | Daniel Vozzo                           | Todd Klein | Alisa Kwitney  | Karen Berger |
| 29              | "Distant Mirrors - Thermidor"                      | Stan Woch       | Dick Giordano   | Daniel Vozzo                           | Todd Klein | Alisa Kwitney  | Karen Berger |
| 38              | "Convergence - The Hunt"                           | Duncan Eagleson | Vince Locke     | Daniel Vozzo                           | Todd Klein | Alisa Kwitney  | Karen Berger |
| 30              | "Distant Mirrors - August"                         | Bryan Talbot    | Stan Woch       | Daniel Vozzo                           | Todd Klein | Alisa Kwitney  | Karen Berger |
| 39              | "Convergence - Soft Places"                        | John Watkiss    | John Watkiss    | Daniel Vozzo                           | Todd Klein | Alisa Kwitney  | Karen Berger |
| Sandman Special | "The Song of Orpheus"                              | Bryan Talbot    | Mark Buckingham | Daniel Vozzo                           | Todd Klein | Shelly Roeberg | Karen Berger |
| 40              | "Convergence - The Parliament of Rooks"            | Jill Thompson   | Vince Locke     | Daniel Vozzo                           | Todd Klein | Alisa Kwitney  | Karen Berger |
| 50              | "Distant Mirrors - Ramadan"                        | P.Craig Russell | P.Craig Russell | Lovern Kindzierski / Digital Chameleon | Todd Klein | Shelly Roeberg | Karen Berger |